# Phrynomedusa appendiculata
Phrynomedusa appendiculata és una espècie de granota que viu al Brasil.